# Revue des études grecques
La Revue des études grecques (acrónimo REG) es una revista erudita francesa creada en 1888 y dedicada al estudio de la Antigua Grecia. Se publica en París por la 'Association pour l'encouragement des études grecques en France (AEEGF), y su difusión está asegurada por la editorial Les Belles Lettres. La periodicidad actual de la REG es semestral.

## Historia
La Revue des études grecques (Revista de estudios griegos) fue creada en 1888 por la Association pour l'encouragement des études grecques en France (Asociación para el apoyo de los estudios griegos en Francia), que existía desde 1867 y publicaba antes Actes a un ritmo anual. Su primer director fue Théodore Reinach. El primer número de la REG apareció en enero-marzo de 1888; la revista era publicada entonces por Leroux, en París. Sus directores actuales son, desde 1999, Jacques Jouanna y Olivier Picard

## Inicios
La Revue des études grecques está gestionada por enseñantes-investigadores voluntarios de la AEEGF. Sus publicaciones son generalmente en francés, más raramente en lenguas extranjeras. Publica a la vez artículos universitarios y resúmenes de lecturas de obras, así como las Actes (Actas) del AEEGF, y de los Boletines temáticos dedicado a diversos temas, como el Bulletin épigraphique (Boletín epigráfico).
El sitio web de la REG fue albergado, en abril de 2011, por la Universidad de Burdeos III. Un sitio web diferente, que proporciona una base de datos que permite efectuar búsquedas por autor y título en los artículos de la revista, las comunicaciones presentadas a la Asociación, así como las obras premiadas por la Asociación.